# سان آنتونیو د لوس آلتوس
سان آنتونیو د لوس آلتوس (به اسپانیایی: San Antonio de Los Altos) یک شهر در ونزوئلا است که در Los Salias واقع شده‌است. سان آنتونیو د لوس آلتوس ۵۱ کیلومتر مربع مساحت و ۷۴٬۴۲۲ نفر جمعیت دارد و ۱٬۶۰۰ متر بالاتر از سطح دریا واقع شده‌است.